# کاروانسرای صالح‌آباد
کاروانسرای صالح آباد مربوط به دوره قاجار است و در شهرستان سبزوار، روستای صالح آباد واقع شده و این اثر در تاریخ ۲۵ شهریور ۱۳۶۳ با شمارهٔ ثبت ۱۶۶۳ به‌عنوان یکی از آثار ملی ایران به ثبت رسیده است.